# Promeneur de chien
Promeneur de chien, ou « dogsitter » (en anglais, dog walker) est un métier qui consiste à s'occuper des animaux de compagnie en l'absence de leur maître.
La personne s'occupe généralement de chiens mais aussi de chats ou de NAC. Elle vient à domicile pour sortir, toiletter, nourrir l'animal ou changer sa litière selon les cas.
Selon le comportement des chiens en laisse et le budget, ils peuvent être sortis seuls ou en groupe.
C'est une profession courante à New York ou dans les grandes villes américaines en particulier mais qui tend à se répandre dans les grandes villes du monde où les animaux de compagnie sont nombreux. Aux États-Unis, aucune qualification n’est nécessaire et c'est un métier au grand air qui laisse la possibilité de travailler quand on veut et pour lequel parler l'anglais n'est pas indispensable. En 2011, à New York il faut compter environ 40 dollars pour une promenade de groupe d’une heure trente, hors abonnement, et environ 10 dollars pour une courte promenade d'un quart d'heure.
En France, le métier de pet sitter est une activité professionnelle réglementée et une formation comme l'ACACED est un prérequis.

## Polémique
Des voix s’élèvent en France contre les conséquences sur la nature de cette activité. C'est le cas à Rueil-Malmaison qui a pris un arrêté municipal limitant le nombre de chiens par promeneurs. À la forêt de Meudon, l'ONF est en concertation avec les villes dont dépend la forêt de Meudon et espère une mise en place de l’espace dédié « au printemps - 2022- ».